# Теба (Грчка)
Теба (стгрч. Θῆβαι, грч. Θήβα), град је у Грчкој, смештен северно од Китеронских планина, планина које деле Беотију од Атике, и то на јужном делу Беотијске равнице.

## Историја Тебе
Теба је град који је, у грчкој митологији играо важну улогу, с обзиром на то да се у њој одвијају приче о Кадму, Едипу, Дионису и многим другим личностима из античке Грчке.
Археолошка истраживања у самој Теби и њеној околини су открили микенско насеље и глинене плочице са натписима на линеарном Б писму, што указује на важност овог подручја у бронзаном добу.

### Античка Теба
У античко доба, Теба је била највећи град Беотије и вођа Беотске конфедерације.
Теба је била велики и важан супарник античке Атине, па се тако, 480. п. н. е. сврстала на страну Персијанаца приликом Ксерксовог похода на Грчку.
Тебанска војна сила, под командом Епаминонде је окончала и дугогодишњу доминацију Спарте, поразивши је у бици код Леуктре 371. п. н. е..
Тебанско свето братство, а то су биле елитне војне јединице је стекла славу изгинувши код Херонеје 338. п. н. е. у бици против Филипа II и Александра Великог. Пре него што је Александар 335. п. н. е. уништио Тебу, и то у знак одмазде због побуне, Теба је имала велику важност у грчкој историји, јер је била најдоминантнији „град - држава“ у доба похода и освајања Александра Великог.

### Византијска Теба
За време византијског периода, град Теба је био познат по свили.

### Савремена Теба
Данас је Теба модерни град који садржи Археолошки музеј, остатке цитаделе из бронзаног доба, као и многобројна налазишта и разбацане древне остатке античке Тебеј, и највећи град у префектури Беотија. Налази се на Е962, око 4 km јужно од Е75 - Грчки национални пут 1.

## Становништво
| 2011.  |
| ------ |
| 36.477 |